# Марк Голліс
Марк Девід Голліс (англ. Mark David Hollis; 4 січня 1955 — 24 лютого 2019) — англійський музикант, співак та автор пісень. Він здобув комерційний успіх і визнання критиків у 1980-х і 1990-х роках як співзасновник, головний вокаліст і провідний автор пісень гурту Talk Talk. Голліс написав та був співавтором більшості композицій Talk Talk, зокрема хіти «It's My Life» та «Life's What You Make It». У пізніх роботах він розвинув експериментальний та споглядальний музичний стиль.
Починаючи з 1981 року як синті-поп гурт із естетикою Нової романтики, Talk Talk під керівництвом Марка Голліса поступово почали звучати більш авантюрно. Для свого третього альбому The Colour of Spring (1986) гурт перейшов до стилю артпоп, який здобув як схвальні відгуки критиків, так і значний комерційний успіх, ставши їхнім найбільш продаваним релізом. Останні два альбоми гурту — Spirit of Eden (1988) та Laughing Stock (1991) — стали радикальним відходом від ранньої творчості, демонструючи вплив джазу, фолку, класичної та експериментальної музики. Попри комерційний провал у свій час, ці альбоми згодом отримали високу оцінку критиків і вважаються одними з перших визначних зразків пост-року.
Після розпаду Talk Talk у 1991 році Марк Голліс повернувся до музики у 1998 році, випустивши єдиний сольний альбом. Він продовжив творчий напрямок гурту, але у більш мінімалістичному, стриманому й акустичному стилі. Після виходу альбому Голліс фактично відійшов від музичної індустрії. Він помер у лютому 2019 року у віці 64 років.

## Дискографія

### Сольний альбом
- Mark Hollis (1998)